# Lista över ledamöter av Sveriges riksdags andra kammare 1912–1914
Lista över ledamöter av Sveriges riksdags andra kammare mandatperioden 1912–1914.
Yrkestiteln anger ledamöternas huvudsakliga sysselsättning. Riksdagsarbetet var vid den här tiden ingen heltidssyssla.

## Stockholms stad

### Första valkretsen
- Karl Hjalmar Branting, redaktör, s, f. 1860
- Herman Lindqvist, landsorganisationens ordf., s, f. 1863
- Fridtjuv Berg, fil.dr, folkskollärare, l, f. 1851
- Salomon Arvid Achates Lindman, konteramiral, h, f. 1862
- Ernst Julius Söderberg, kassör, s, f. 1871
- Knut Abel Tengdahl, försäkringstjänsteman, s, f. 1867
- Allan Cederborg, rådman, l, f. 1868

### Andra valkretsen
- Carl Albert Lindhagen, borgmästare, f. 1860
- Johan Fredrik Nyström, lektor, f. 1855
- H. exc. Karl Albert Staaff, f. 1860
- Erik Kule Palmstierna, friherre, kapten, f. 1877
- Karl Emil Hildebrand, redaktör, f. 1870
- Jakob Byström, redaktör, f. 1857
- Carl Winberg, redaktör, f. 1867

## Stockholms län

### Södra valkretsen
- Johan Albert Wallin, kopparslagare, f. 1873
- Jakob Pettersson, borgmästare, f. 1866
- Wilhelm Källman, murare, f. 1877
- Gustaf Albert Petersson, president i kammarrätten, f. 1851
- Karl Martin, sergeant, f. 1873
- Gustaf Adolf Molin, skräddaremästare, f. 1874

### Norra valkretsen
- Erik Åkerlund, godsägare, f. 1853
- Rikard Hagberg, folkskollärare, f. 1865
- Per Henning Sjöblom, arbetare, f. 1875

## Uppsala län
- Nils Edén, professor, f. 1871
- Karl August Borg, förtroendeman, f. 1866
- Alfred Berg, godsägare, f. 1862
- Johan Andersson i Raklösen, hemmansägare, f. 1866
- Eric Björnberg, jordbrukare, f. 1872

## Södermanlands län

### Norra valkretsen
- Gustaf Gustafsson, hemmansägare, f. 1856
- Evald Krispin Kropp, knivsmed, f. 1859
- Axel Modig, förrådsförvaltare, f. 1859

### Södra valkretsen
- Carl Carlsson Bonde, friherre, f.d. överstekammarjunkare, f. 1850
- Anders Johan Bärg, förrådsförman, f. 1870
- Malcolm Juhlin, godsägare, f. 1859
- Carl Johan Johansson i Uppmälby, lantbrukare, f. 1867

## Östergötlands län

### Norra valkretsen
- Axel Ekman, bruksägare, f. 1869
- Emil Törnblom, metallarbetare, f. 1878
- Anders Edvard Andersson, lantbrukare, f. 1856
- August Henricson, lantbrukare, f. 1839

### Norrköping och Linköpings valkrets
- Sven Persson i Norrköping, redaktör, f. 1873
- Frans Johan Axel Swartling, disponent, f. 1840
- Theodor Zetterstrand, rådman, f. 1852, för Norrköping.

### Södra valkretsen
- David Hjalmar Pettersson, lantbrukare, f. 1866
- Axel Theodor Adelswärd, friherre, statsråd, f. 1860
- Axel Sterne, journalist, f. 1878
- Conrad Vahlquist, regementsläkare, f. 1856
- Alfred Andersson i Fallsberg, lantbrukare, f. 1865

## Jönköpings län

### Östra valkretsen
- Johan August Jonsson, lantbrukare, f. 1851
- Fredrik Johanson, fabrikör, f. 1853
- Carl Sjöberg, lantbrukare, f. 1854
- Ernst Liljedahl, lantbrukare, f. 1869

### Västra valkretsen
- Erik Räf, disponent, f. 1858
- Johan Andersson i Altofta, hemmansägare, f. 1850
- Bernhard Nilsson, lantbrukare, f. 1874
- Felix Hamrin, grosshandlare, f. 1875
- Thure Widlund, konduktör, f. 1871

## Kronobergs län

### Östra valkretsen
- Johan August Sjö, lantbrukare, f. 1839
- Johan Engqvist, hemmansägare, f. 1861
- Johan Alfred Uno Fornander, kamrerare, f. 1855
- Axel Lindqvist, glasslipare,  f. 1878

### Västra valkretsen
- Otto Magnusson, lantbrukare, f. 1864
- Reinhold Eliasson, trävaruhandlare, f. 1872
- Peter Magnus Olsson i Blädinge, hemmansägare, f. 1857

## Kalmar län

### Norra valkretsen
- Axel Olof Rune, borgmästare, f. 1866
- Erik Anderson i Hägelåkra, lantbrukare, f. 1870
- Otto Dandenell, lantbrukare, f. 1863
- Anders Victor Isaksson, predikant, f. 1855

### Södra valkretsen
- Per Olof Lundell, lantbrukare, f. 1849
- Carl L Olausson, lantbrukare, l, f. 1863
- John Jeansson, v. konsul, f. 1865
- Enok Runefors, lantbrukare, f. 1878
- Pehr August Andersson, lantbrukare, f. 1863
- Karl Magnusson, vaktmästare, f. 1873

## Gotlands län
- Karl Larsson, lantbrukare, f. 1854
- Karl Rydin, landshövding, f. 1854
- Theodor Hansén, lantbrukare, f. 1867

## Blekinge län
- John Jönsson, lantbrukare, f. 1862
- August Larsson, lantbrukare, f. 1856, för Östra domsaga
- Johan Ingvarson, redaktör, f. 1877
- Otto Holmdahl, borgmästare, h, f. 1850
- Ulrik Leander, fängelsedirektör, f. 1858
- Oskar Kloo, distriktskassör, f. 1867

## Kristianstads län

### Nordvästra valkretsen
- Per Nilsson-Bosson, lantbrukare, f. 1853
- Per Nilsson i Bonarp, hemmansägare, f. 1865
- Sven Bengtsson, lantbrukare, f. 1866
- Lars Borggren, bageriföreståndare, f. 1866
- John Erlansson, lantbrukare, f. 1863

### Sydöstra valkretsen
- Raoul Hamilton, greve, l, f. 1850
- Nils Larsson i Klagstorp, hemmansägare, f. 1870
- Gustaf Nilsson i Kristianstad, ombudsman, f. 1880
- Viktor Arvidsson Ekerot, jordbrukskonsulent, f. 1844

## Malmöhus län

### Norra valkretsen
- Olof Nilsson i Tånga, lantbrukare, s, f. 1863
- Jöns Jesperson, lantbrukare, h, f. 1861
- Martin Holmström, gruvarbetare, s, f. 1867

### Mellersta valkretsen
- Johan Jönsson i Revinge, lantbrukare, l, f. 1875
- Sven Linders, lantbrukare, s, f. 1873
- Jöns Jönsson i Slätåker, lantbrukare, l, f. 1867
- Ivar Säfstrand, musikdirektör, l, f. 1872
- Nils August Nilsson i Kabbarp,

### Södra valkretsen
- Fredrik Vilhelm Thorsson, parkföreståndare, s, f. 1865
- Jöns Pålsson, lantbrukare, l, f. 1870
- Edvard Lindberg i Sofielund, målare, s, f. 1868
- Hans Andersson i Nöbbelöv, lantbrukare, h, f. 1848

### Städerna Hälsingborg, Landskrona och Lund
- Adolf Christiernson, redaktör, f. 1875
- Malte Sommelius, fabriksdisponent, h, f. 1851
- Ola Hansson Waldén, folkskollärare, s, f. 1869

### Malmö stad
- Nils Persson i Malmö, murare, s, f. 1865
- Harald Lemke, distriktschef, h, f. 1855
- Klas Värner Rydén, folkskollärare, s, f. 1878

## Hallands län
- Anders Olsson i Tyllered, lantbrukare, h, f. 1849
- August Ifvarsson, lantbrukare, l, f. 1858
- Axel Westman, rådman, h, f. 1861
- Carl Strid, järnsvarvare, s, f. 1875
- Anders Henrikson i Heberg, lantbrukare, h, f. 1869
- Per Johan Persson i Tofta, nämndeman, f. 1867

## Göteborgs och Bohus län

### Södra valkretsen
- Cornelius Olsson i Berg, lantbrukare, h, f. 1857
- Carl L Olausson, lantbrukare, l, f. 1863
- Herman Andersson, lantbrukare, h, f. 1869
- Oskar Lundgren, folkhögskoleföreståndare, l, f. 1862
- Carl Julius Ödman, sjökapten, h, f. 1839

### Norra valkretsen
- Oscar Natanael Olsson (senare Broberg), lantbrukare, f. 1856
- Sven Olsson, lantbrukare, l, f. 1861
- Assar Emanuel Åkerman, häradshövding, s, f. 1860
- Carl Wallentin, handlande, h, f. 1856

## Göteborgs stad
- Erik Indebetou, direktör i Sveriges Redareförening, h, f. 1870
- Erik Petter Waldemar Röing, grosshandlare, f. 1866
- Wilhelm Lundström, professor, h, f. 1869
- Hjalmar Wijk, handlande, l, f. 1877
- Emil Kristensson, folkskollärare, s, f. 1879
- Edvard Lithander, direktör, h, f. 1870

## Älvsborgs län

### Norra valkretsen
- Axel von Sneidern, godsägare, h, f. 1875
- Johan Magnus Johansson, handlande, f. 1843
- Harald Hallén, komminister, s

### Mellersta valkretsen
- Herman Carlson i Herrljunga, bankdirektör, f. 1870
- Otto Herman Svensson, lantbrukare, f. 1857
- Gustaf Strömberg, järnarbetare, f. 1880
- August Danielsson i Mörlanda, hemmansägare, l, f. 1876

### Södra valkretsen
- Axel Fredrik Wennersten, fabriksidkare, f. 1863
- Edor Andersson, lantbrukare, f. 1859
- Gustaf Odqvist, godsägare, f. 1847
- Mauritz Enderstedt, redaktör, f. 1880
- Carl Lorentzon, lantbrukare, f. 1871

## Skaraborgs län

### Norra valkretsen
- Albert Karlson, lantbrukare, f. 1870
- Lars Johan Jansson, hemmansägare, f. 1840
- Gustaf Wilhelm Sjöberg, f.d. redaktör, f. 1861
- Carl Johanson, lantbrukare, f. 1851
- Erland von Hofsten, borgmästare, f. 1870

### Södra valkretsen
- Georg Kronlund, häradshövding, f. 1860
- Carl Persson i Stallerhult, lantbrukare, f. 1844
- Karl Magnus Andersson, lantbrukare, f. 1853
- Sven Johan Larsson, hemmansägare, f. 1862
- Oscar Fredrik Bogren, redaktör, f. 1851

## Värmlands län

### Norra valkretsen
- Anders Gustaf Olsson, bankkamrer, l, f. 1879
- Herman Nordström, träarbetare, s, f. 1882
- Alfred Persson i Björsbyholm, lantbrukare, l, f. 1862

### Östra valkretsen
- Per Axel Viktor Schotte, statsråd, l, f. 1860
- Nils A:son Berg, gjutmästare, f. 1861
- Carl Jansson i Edsbäcken, hemmansägare, l, f. 1858
- Nils Helger, folkskollärare, f. 1876

### Västra valkretsen
- Johan Peter Igel, predikant, l, f. 1855
- Gustaf Magnus Sandin, folkskollärare, f. 1864
- Albert Mossberg, hemmansägare, f. 1863
- Per Anderson, fabrikör, f. 1861

## Örebro län

### Norra valkretsen
- Anders Gustafsson, hemmansägare, h, f. 1852
- Erik Agabus Nilson, grosshandlare, l, f. 1862
- Karl Sandberg, lantbrukare, l, f. 1862
- Anders Andersson, banvakt, s, f. 1874
- Olof Nilsson i Örebro, modellsnickare, s, f. 1874

### Södra valkretsen
- Ivan Svensson, bruksägare, h, f. 1858
- Gustaf Olofsson i Åvik, lantbrukare, l, f. 1849
- Gustaf Forsberg, bergsman, l, f. 1844
- Edvard Jansson-Uddenberg, handlande, s, f. 1870

## Västmanlands län

### Östra valkretsen
- Johan Andersson i Stärte, lantbrukare, l, f. 1860
- Viktor Larsson, tidningsman, s, f. 1869
- Axel Robert Lundblad, lantbrukare, h, f. 1862

### Västra valkretsen
- Johan Forssell, folkskollärare, s, f. 1855
- Adolf Janson, hemmansägare, l, f. 1860
- Gustaf Adolf Rundgren, järnarbetare, s

## Kopparbergs län

### Östra valkretsen
- Theodor af Callerholm, häradshövding, f. 1852
- Robert Jansson i Falun, snickare, s, f. 1868
- Samuel Söderberg, nämndeman, f. 1859

### Västra valkretsen
- Johan Bernhard Eriksson, järnarbetare, f. 1878
- Johan Ström, hemmansägare, folkskollärare
- Rickard Sandler, folkhögskolelärare
- Anders Hansson, hemmansägare, f. 1839

### Norra valkretsen
- Daniel Persson i Tällberg, hemmansägare, f. 1850
- Per Tysk, hemmansägare, f. 1874
- Eskils Hans Hansson, hemmansägare, f. 1857

## Gävleborgs län

### Gästriklands valkrets
- Erik Andersson Leksell, murare, f. 1854
- Olof Olsson i See, hemmansägare, f. 1862
- Fabian Månsson, redaktör, s, f. 1872
- Karl Starbäck, lektor, f. 1863

### Hälsinglands södra valkrets
- August Sävström, ombudsman för Templarorden, s, f. 1879
- Jonas Jonsson i Hå, hemmansägare, f. 1858
- Ernst Lindley, järnarbetare, s, f. 1878

### Hälsinglands norra valkrets
- Johan Ericsson i Vallsta, hemmansägare, f. 1852
- Wilhelm Edbom, s, f. 1875
- Per Olsson i Fläsbro, hemmansägare, l, f. 1862
- Per Norin, hemmansägare, s, f. 1863

## Västernorrlands län

### Medelpads valkrets
- Johan Zelahn, hemmansägare, h, f. 1861
- Isak Westlund, hemmansägare, l, f. 1867
- Robert Karlsson i Fjäl, jordbrukare, l, f. 1869
- Carl Alfred Svensson i Skönsberg, arbetare, s

### Ångermanlands södra valkrets
- Johan Nydahl, redaktör, h, f. 1846
- Per-Erik Hedström, hemmansägare, l, f. 1861
- Johan Rudolf Sundström, småbrukare, l, f. 1874
- Johan Emil Berglund, expeditör, s, f. 1861

### Ångermanlands norra valkrets
- Carl Öberg, hemmansägare, h, f. 1859
- Fritiof Lundgren, kyrkoherde, l, f. 1871
- Emil Molin, hemmansägare, l, f. 1882

## Jämtlands län

### Södra valkretsen
- Johan Widén, landshövding, l, f. 1856
- Ingebrekt Bergman, hemmansägare, l, f. 1864
- Aron Julius Wedin, lantbrukare, l, f. 1876

### Norra valkretsen
- Niclas Torgén, hemmansägare, l, f. 1871
- Johan Olofsson i Digernäs, hemmansägare, h, f. 1860
- Daniel Wiklund, folkskollärare, l, f. 1877

## Västerbottens län

### Södra valkretsen
- Adolf Wiklund, lantbrukare, f. 1859
- Erik Florentin Hellberg, provinsialläkare, l, f. 1856
- Johan Rehn, hemmansägare, f. 1865
- Werner Bäckström, hemmansägare, f. 1866

### Norra valkretsen
- Olof Jonsson, hemmansägare, l, f. 1858
- Frans Oskar Mörtsell, predikant, h, f. 1861
- Anton Wikström, lantbrukare, l, f. 1876

## Norrbottens län

### Södra valkretsen
- Ernst August Hage, bokhållare, s, f. 1876
- Paul Hellström, sekreterare, h, f. 1866
- Adolf Linus Lundström, hemmansägare, l, f. 1870

### Norra valkretsen
- Karl Ludvig Sandstedt, gruvfogde, l, f. 1861
- Per Albert Bäckman, mejeriföreståndare, l, f. 1871
- Lars Johan Carlsson i Frosterud, hemmansägare, s, f. 1863